# Schizaea stricta
Schizaea stricta là một loài dương xỉ trong họ Schizaeaceae. Loài này được Lellinger mô tả khoa học đầu tiên năm 1969.